# Ryszard Michalski (ekonomista)
Ryszard Michalski (ur. 15 stycznia 1951 w Nowej Rudzie) – polski ekonomista, profesor nadzwyczajny Akademii Finansów i Biznesu Vistula, doktor habilitowany nauk ekonomicznych, w latach 1995–1998 i 2002–2004 podsekretarz stanu w Ministerstwie Finansów.

## Życiorys
Ukończył studia ekonomiczne, jest doktorem habilitowanym nauk ekonomicznych. Specjalizuje się w finansach międzynarodowych i systemach kursów walutowych. W latach 1974–1992 był pracownikiem naukowym na Wydziale Handlu Zagranicznego Szkoły Głównej Planowania i Statystyki jako kolejno stażysta, asystent, starszy asystent, adiunkt i docent. Od 1979 do 1982 był adiunktem w Instytucie Podstawowych Problemów Marksizmu-Leninizmu, a od 1982 do 1988 – w Instytucie Koniunktur i Cen Handlu Zagranicznego. 
W latach 1999–2000 był profesorem nadzwyczajnym Wojskowej Akademii Technicznej, od 1999 jest profesorem nadzwyczajnym Akademii Finansów i Biznesu Vistula (do 2012 Wyższej Szkoły Ubezpieczeń i Bankowości), gdzie był kierownikiem katedry i prorektorem. Był dyrektorem Instytutu Koniunktur i Cen Handlu Zagranicznego i powstałego po jego przekształceniu Instytut Badań Rynku, Konsumpcji i Koniunktur. Został także członkiem rady naukowej Instytutu Ekonomiki, Rolnictwa i Gospodarki Żywnościowej – Państwowego Instytutu Badawczego.
Od 1995 do 1998 zajmował stanowisko wiceministra finansów w rządach koalicji PSL-SLD. 
Od 16 lipca 2002 do 11 maja 2004 ponownie zajmował stanowisko podsekretarza stanu w Ministerstwie Finansów, odpowiedzialnego za negocjacje finansowe z Unią Europejską, zarządzanie długiem publicznym i współpracę z Narodowym Bankiem Polskim.